# Cheilanthoideae
Cheilanthoideae — одна з п'яти підродин родини Птерисові (Pteridaceae). Вважається, що підродина є монофілетичною, але таксономічний статус багатьох її родів і видів залишається невизначеним, при цьому застосовуються кардинально різні підходи станом на грудень 2019 року.

## Роди
Класифікація Pteridophyte Phylogeny Group 2016 року (PPG I) та версія Контрольного списку папоротей та лікофітів у листопаді 2019 року (World Ferns 8.11) погоджуються щодо наступних родів:
- Adiantopsis Fée
- Aleuritopteris Fée
- Argyrochosma (J.Sm.) Windham
- Aspidotis (Nutt. ex Hooker) Copel.
- Astrolepis D.M.Benham & Windham
- Bommeria E.Fourn.
- Calciphilopteris Yesilyurt & H.Schneid.
- Cheilanthes Sw. (nom. cons.)
- Cheiloplecton Fée
- Doryopteris J.Sm. (nom. cons.)
- Gaga Pryer, F.W. Li & Windham
- Hemionitis L.
- Lytoneuron (Klotzsch) Yesilyurt
- Mildella Trev.
- Myriopteris Fée
- Notholaena R.Br.
- Ormopteris J.Sm.
- Paragymnopteris K.H.Shing
- Pellaea Link (nom. cons.)
- Pentagramma Yatsk., Windham & E.Wollenw.
- Trachypteris André ex Christ.